# Amphiastrella
Amphiastrella is een geslacht van sponsdieren uit de klasse van de Demospongiae (gewone sponzen).

## Soorten
- Amphiastrella birotulifera (Carter, 1886)
- Amphiastrella kirkpatricki Dendy, 1924